# 有村桂子
有村 桂子（ありむら けいこ、1942年 - 2020年12月15日）は、日本の女性建築家。大阪府生まれ。夫は建築家で象設計集団をともに設立した重村力。
大阪市立大学家政学部住居学科卒業。神戸大学大学院工学研究科修士課程修了。神戸大学では建築史の向井正也研究室に在籍した。在籍時の向井研には毛綱毅曠、末吉栄三がいた。1971年、大竹康市、樋口裕康、富田玲子、重村力、象設計集団設立メンバー。
1981年から吉村雅夫らと建築設計事務所いるか設計集団を主宰。神戸市文化財保護審議会委員などを歴任。地域の固有性に依拠した建築設計を行う一方、神戸居留地の歴史的建造物の保存や、阪神淡路大震災にてダメージを負った神戸北野の異人館の復興も手がけ、象グループの中では、時間的な連続性を重視する視点を持っていた。脇町町立脇町図書館では、歴史的な保存にとどまらない、同時代性や新たな造形との融合が目指された。
その他大阪樟蔭女子大学学芸学部インテリアデザイン学科などの非常勤講師も務め、またマサチューセッツ工科大学等で客員講師を務める。

## 主な作品
その他、城崎町営内島団地（1991年）、アーサヒルズF棟、震災復興住宅アビタ本山（1998年）など、コーポラティブハウスもてがける。